# Buglossoporus matangensis
Buglossoporus matangensis är en svampart som beskrevs av Corner 1984. Buglossoporus matangensis ingår i släktet Buglossoporus och familjen Fomitopsidaceae.   Inga underarter finns listade i Catalogue of Life.